# Consejería del Mar de la Junta de Galicia
La Consejería del Mar (en gallego: Consellería do Mar), anteriormente conocida como Consejería de Pesca, es una consejería de la Junta de Galicia con competencias en pesca, acuicultura e instalaciones portuarias. Su titular actual es Marta Villaverde, tras la dimisión de Alfonso Villares tras ser imputado por presunta agresión sexual.

## Historia
La Consejería del Mar nació con el nombre de Consejería de Pesca en 1982, ya en el primer gobierno autonómico de Gerardo Fernández Albor. En todos estos años cambió en varias ocasiones de nombre, pero no modificó de forma considerable sus competencias hasta que en 2009 se hizo cargo de la gestión de Portos de Galicia, autoridad portuaria gallega que hasta entonces pertenecían a la Consejería de Política Territorial. Además, entre 1984 y 1986 fue integrada en la Consejería de Agricultura. Entre 2012 volvió a fusionarse con esta, llamada ya entonces Consejería de Medio Rural. Desde 2015 vuelve a ser una consejería independiente.

### Consejeros

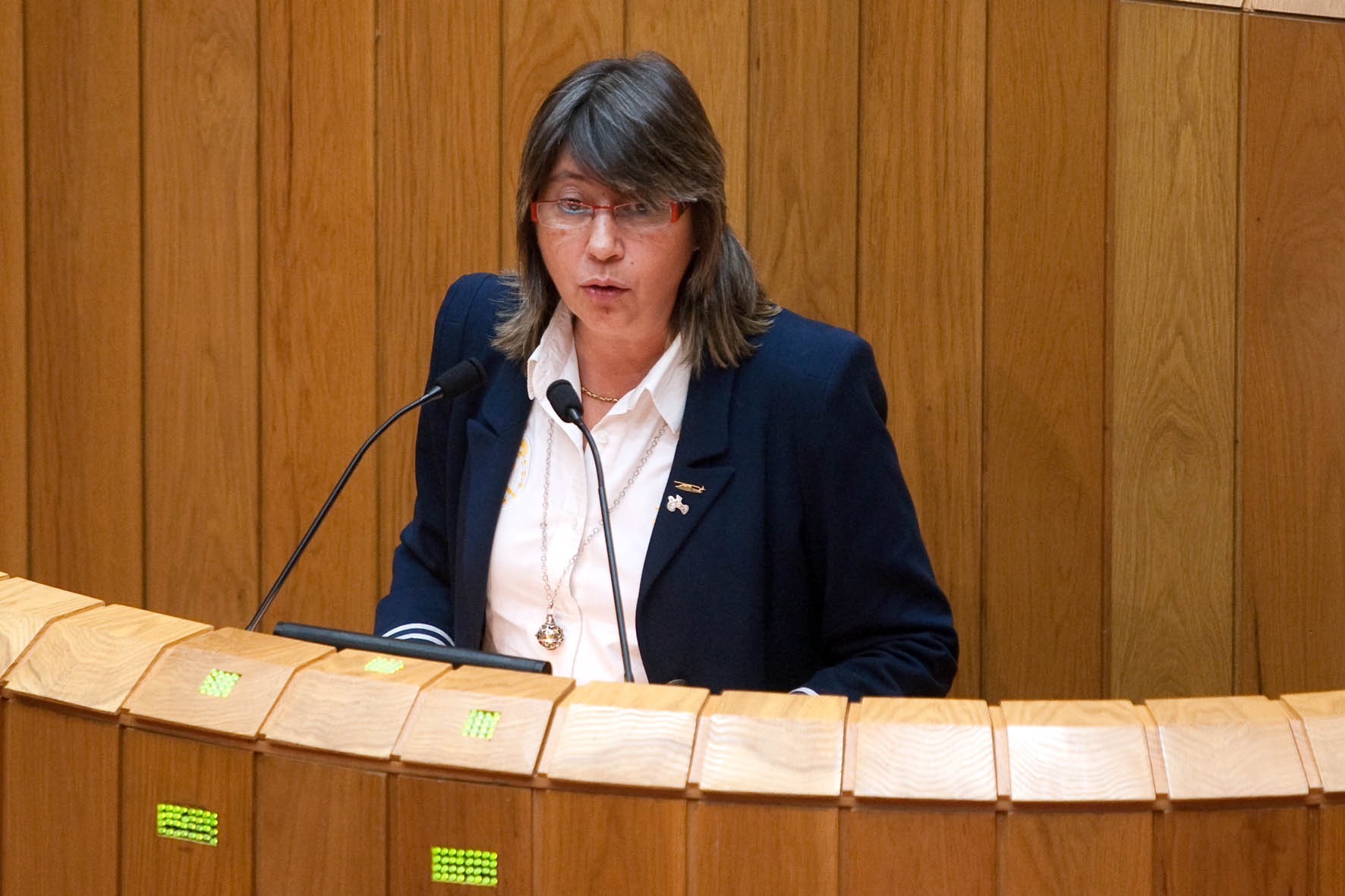
Rosa Quintana compareciendo en el Parlamento de Galicia.

1. José Baldomero Fernández Calviño (1979-1982). Como consejero de Pesca.
2. Ramón Díaz del Río (1982-1983). Como consejero de Pesca.
3. Xoán Manuel Páramo Neira (1986-1987). Como consejero de Pesca, Mariscos y Cultivos Marinos.
4. Xosé Henrique Rodríguez Peña (1987-1990). Como consejero de Pesca.
5. Henrique López Veiga (1990-1993). Como consejero de Pesca, Marisqueo y Acuicultura.
6. Xoán Caamaño (1993-1997). Como consejero de Pesca, Marisqueo y Acuicultura.
7. Amancio Landín (1997-2001). Como consejero de Pesca, Marisqueo y Acuicultura.
8. Henrique López Veiga (2001-2005). Primero como consejero de Pesca, Marisqueo y Acuicultura, e después de unos meses, aun en 2001, como consejero de Pesca y Asuntos Marítimos.
9. Carmen Gallego (2005-2009). Como consejera de Pesca y Asuntos Marítimos.
10. Rosa Quintana (2009-2012). Como consejera del Mar.
11. Rosa Quintana (2012-2015). Como consejera de Medio Rural y del Mar.
12. Rosa Quintana (2015-). Como consejera del Mar.
13. Alfonso Villares (2023-2025). Como consejero del Mar.
14. Marta Villaverde (2025-actualidad). Como consejera del Mar.

## Entidades adscritas
- Instituto Tecnológico para el Control del Medio Marino de Galicia (Intecmar)
- Portos de Galicia